# Адамс, Мод (актриса США)
Мод Адамс (англ. Maude Adams, урождённая Мод Юинг Кискадден (англ. Maude Ewing Kiskadden), 11 ноября 1872 — 17 июля 1953) — американская театральная актриса.

## Биография
Родилась с Солт-Лейк-Сити в семье мормонов. Её мать, Энни Кискадден, была актрисой, и юная Адамс провела свои первые годы в частых гастролях с ней по провинциальным театрам. Её дебют состоялся в возрасте девяти месяцев, а в пять лет она уже выступала на театральных сценах Сан-Франциско. В 1888 году состоялся дебют Мод Адамс на Бродвее, что положило начало её яркой и успешной карьере на сценах Нью-Йорка. Большую популярность в последующие годы ей принесли роли в пьесах «Бал-маскарад», «Бабочки», «Кристофер младший», «Маленький священник», «Орлеанская дева» и «Питер Пэн», роль в которой сделала её главной звездой Бродвея начала XX века и приносила неслыханные по тем временам 20 тысяч долларов в месяц. В 1909 году чешский живописец Альфонс Муха изобразил актрису на одном из своих плакатов в образе Жанны д’Арк.
В мае 1917 года, на пике своей популярности, актриса покинула театральную сцену. В дальнейшие годы Адамс сотрудничала с компанией «General Electric», где принимала участие в создании более мощных и эффективных осветительных приборов для театра. В конце 1920-х она на короткое время вернулась на театральную сцену, где приняла участие в ряде провинциальных постановок пьес Шекспира. Актрисе неоднократно предлагали появиться на большом экране, но все переговоры с ней каждый раз заканчивались провалом. С 1937 по 1943 год Мод Адамс возглавляла отделение драматургии в колледже Стивенс в городе Колумбия, штат Миссури.
На протяжении многих лет своей жизни актриса поддерживала тесную связь с монахинями католического Ордена сестёр Сионской горницы. В 1917 году она даже подарила им своё имение в Лейк-Ронконкома на Лонг-Айленде для послушниц ордена и затворников. В середине 1940-х Мод Адамс уединилась в своём загородном доме в деревне Тэннерсилль в штате Нью-Йорк, где и скончалась в 1953 году в возрасте 80 лет. Её тело было перевезено на Лонг-Айленд, где без лишнего шума погребено на кладбище монастыря сестёр Сионской горницы. В настоящее время в её имении, переданном ею монахиням, размещается церковный приют и музей памяти Мод Адамс.